# Lachnomyrmex scrobiculatus
Lachnomyrmex scrobiculatus är en myrart som beskrevs av Wheeler 1910. Lachnomyrmex scrobiculatus ingår i släktet Lachnomyrmex och familjen myror. Inga underarter finns listade i Catalogue of Life.

## Bildgalleri

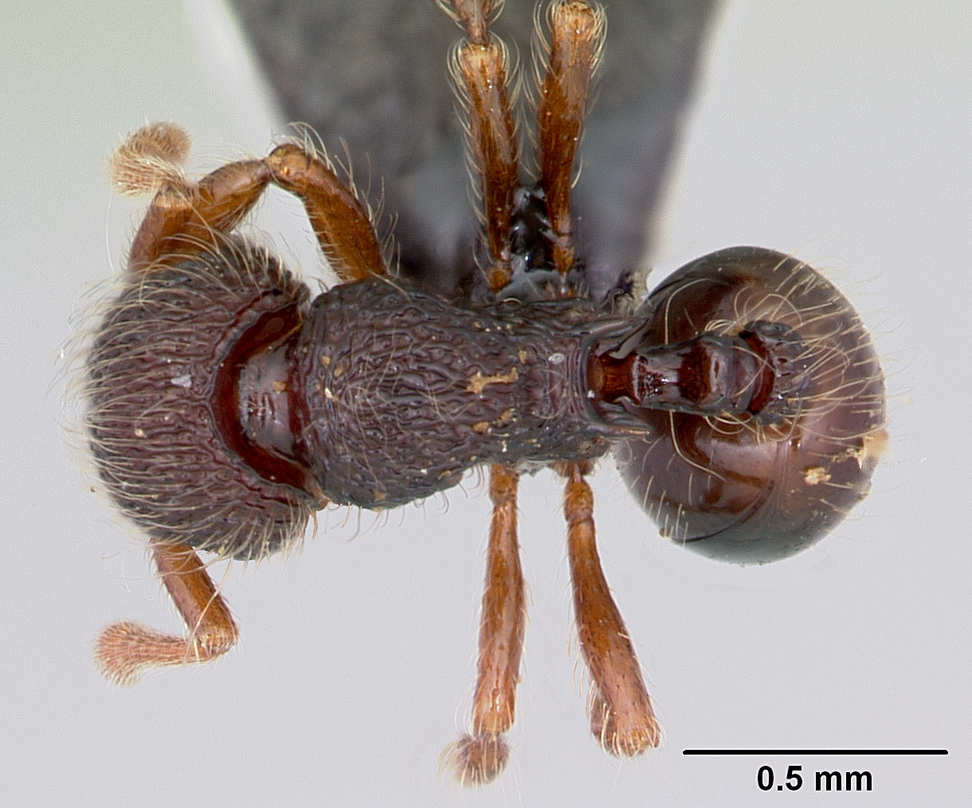
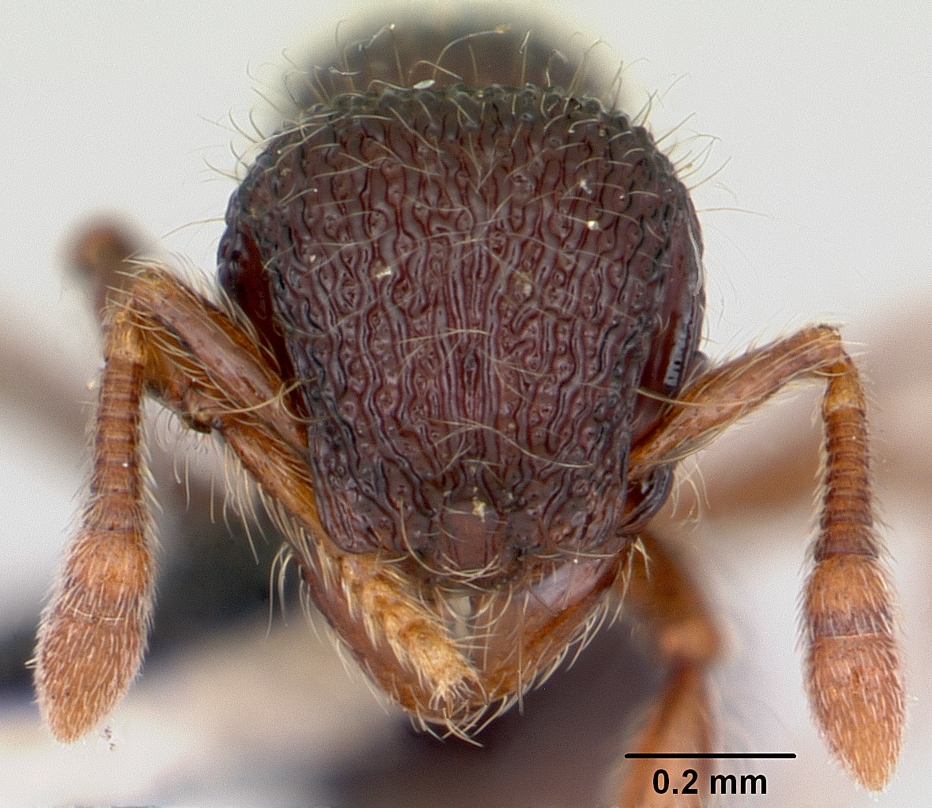
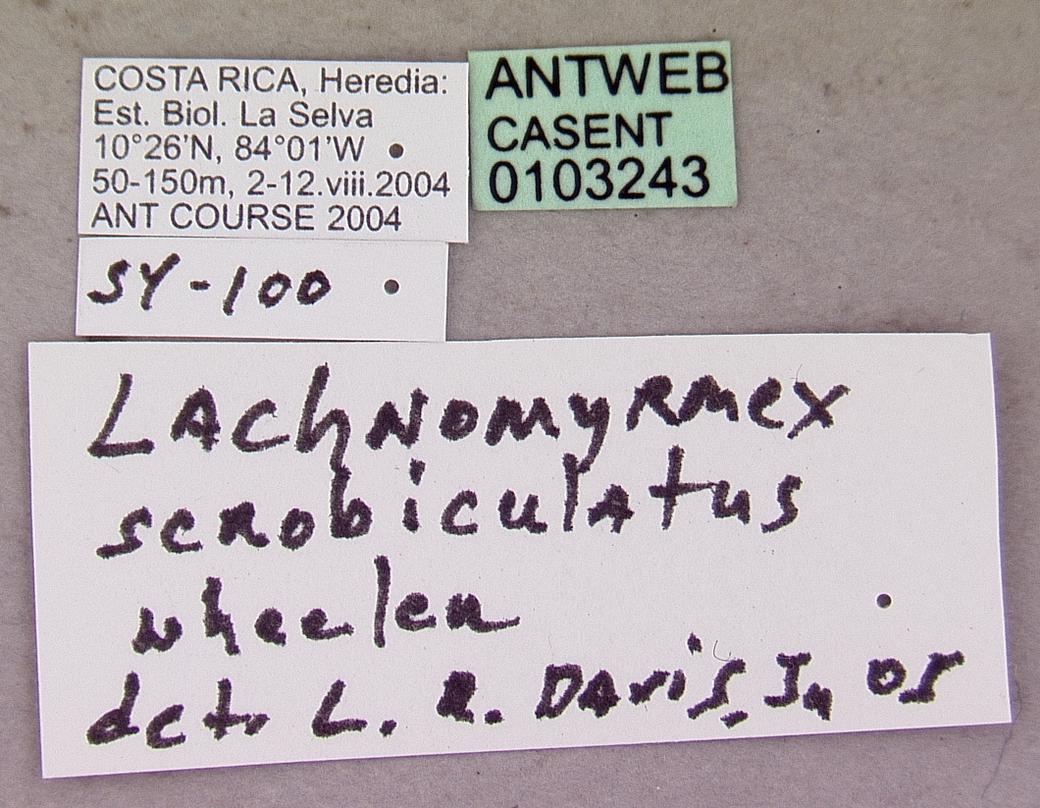
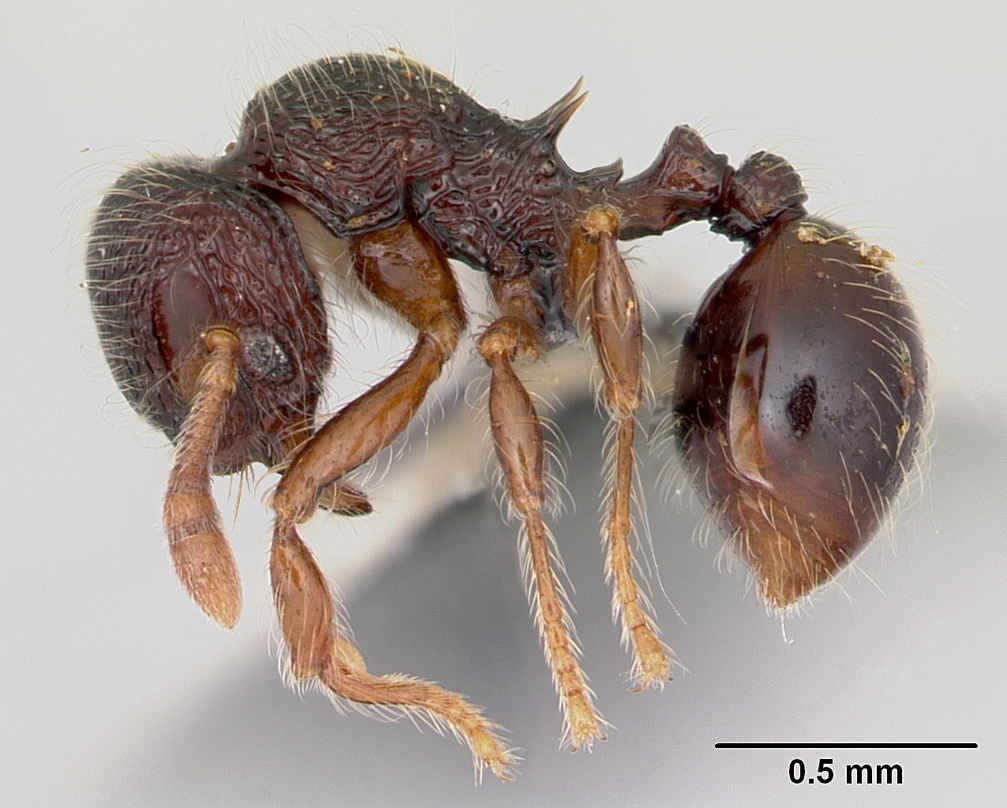
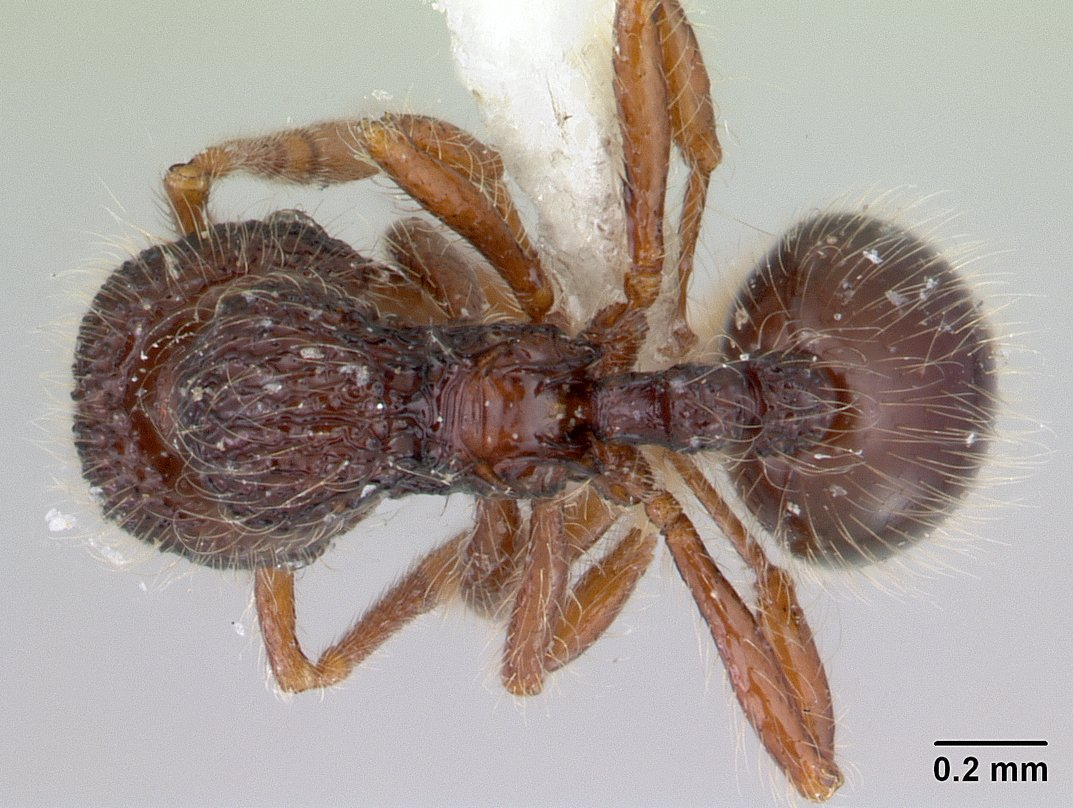
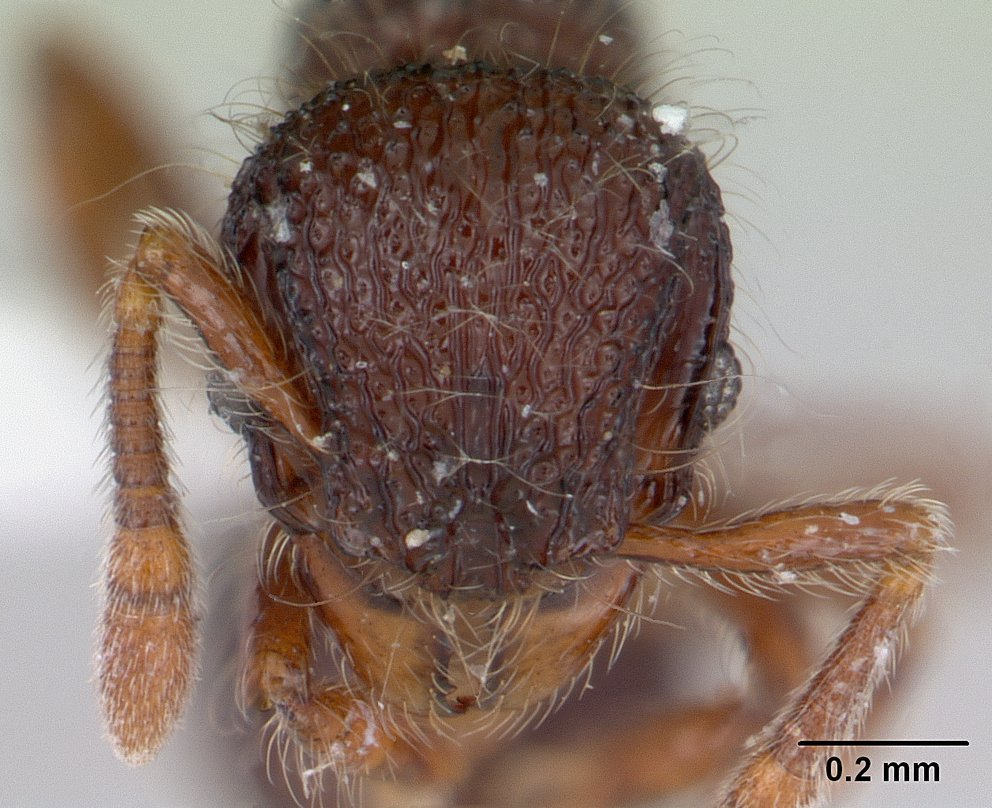